# Lestremia novaezealandiae
Lestremia novaezealandiae är en tvåvingeart som beskrevs av Marshall 1896. Lestremia novaezealandiae ingår i släktet Lestremia och familjen gallmyggor. Inga underarter finns listade i Catalogue of Life.